# Slowenische Leichtathletik-Meisterschaften 2020
Die Slowenische Leichtathletik-Meisterschaften 2020 wurden vom 25. bis 26. Juli im Štadion Kladivar im zentralslownischen Celje ausgetragen.

## Medaillengewinner

### Männer
| Disziplin         | Gold                                                                      | Leistung     | Silber                                                                   | Leistung     | Bronze                                                        | Leistung     |
| ----------------- | ------------------------------------------------------------------------- | ------------ | ------------------------------------------------------------------------ | ------------ | ------------------------------------------------------------- | ------------ |
| 100 m             | Nick Kočevar                                                              | 10,68 s      | Tilen Ovniček                                                            | 10,70 s      | Matevž Šuštaršič                                              | 10,85 s      |
| 200 m             | Jure Grkman                                                               | 21,15 s      | Matevž Šuštaršič                                                         | 21,61 s      | Rok Ferlan                                                    | 21,68 s      |
| 400 m             | Luka Janežič                                                              | 46,53 s      | Lovro Mesec Košir                                                        | 46,83 s      | Gregor Grahovac                                               | 47,21 s      |
| 800 m             | Jan Vukovič                                                               | 1:49,55 min  | Rok Merkelj                                                              | 1:49,76 min  | Lucijan Zalokar                                               | 1:52,93 min  |
| 1500 m            | Jan Kokalj                                                                | 3:51,57 min  | Vid Botolin                                                              | 3:55,71 min  | Matevž Cimermančič                                            | 3:57,44 min  |
| 3000 m            | Jan Kokalj                                                                | 8:21,13 min  | Vid Botolin                                                              | 8:26,69 min  | Jan Brešan                                                    | 8:35,23 min  |
| 5000 m            | Jan Brešan                                                                | 14:38,13 min | Mitja Krevs                                                              | 14:49,31 min | Primož Kobe                                                   | 14:58,53 min |
| 110 m Hürden      | Filip Jakob Demšar                                                        | 14,34 s      | Tilen Novak                                                              | 15,35 s      | Matej Stanič                                                  | 16,04 s      |
| 400 m Hürden      | Peter Hribarsek                                                           | 53,77 s      | Filip Jakob Demšar                                                       | 54,62 s      | Luka Končina                                                  | 55,41 s      |
| 3000 m Hindernis  | Matevž Cimermančič                                                        | 9:26,38 min  | Klemen Vilhar                                                            | 9:44,24 min  | Matjaž Pregrat                                                | 9:48,36 min  |
| 4 × 100 m Staffel | AK Krkr Novo Mesto Tilen Ovniček Matevž Šuštaršič Blaž Brulc Ahac Moretti | 40,90 s      | AK Gorica Nova Gorica Matej Stanić Žiga Leban Aljaž Murovec Enej Leban   | 43,73 s      |                                                               |              |
| 4 × 400 m Staffel | AD Kladivar Celje Lucijan Zalokar Vid Kramer Jan Vukovič Luka Janežič     | 3:13,57 min  | AD Mass Ljubljana 1 Žiga Kopač Lovro Mesec Košir Jernej Jeras Žan Rudolf | 3:14,72 min  | AK Triglav Kranj Jan Skalar Domen Marš Rok Markelj Rok Ferlan | 3:15,21 min  |
| Hochsprung        | Sandro Jeršin Tomassini                                                   | 2,12 m       | Axel Luxa                                                                | 2,01 m       | Juš Smole                                                     | 1,98 m       |
| Stabhochsprung    | Robert Renner                                                             | 5,25 m       | Denis Babič                                                              | 4,60 m       | Tim Podergajs Siussi                                          | 3,60 m       |
| Weitsprung        | Dino Subašič                                                              | 7,35 m w     | Nino Celec                                                               | 7,22 m       | Žan Viher                                                     | 7,05 m       |
| Dreisprung        | Žiga Vrščaj                                                               | 15,59 m      | Jan Luxa                                                                 | 15,56 m      | Blaž Pelko                                                    | 15,30 m      |
| Kugelstoßen       | Blaž Zupančič                                                             | 18,82 m      | Tadej Hribar                                                             | 16,72 m      | Gašper Drev                                                   | 12,98 m      |
| Diskuswurf        | Kristjan Čeh                                                              | 62,37 m      | Tadej Hribar                                                             | 54,98 m      | Robin William Vrbek                                           | 46,41 m      |
| Hammerwurf        | Nejc Pleško                                                               | 67,26 m      | Jurček Korpič Lesjak                                                     | 59,00 m      | Jan Lokar                                                     | 57,10 m      |
| Speerwurf         | Matija Kranjc                                                             | 73,96 m      | Filip Dominković                                                         | 71,96 m      | Klemen Bučar                                                  | 60,50 m      |

### Frauen
| Disziplin         | Gold                                                                  | Leistung     | Silber                                                                | Leistung     | Bronze                                                                 | Leistung     |
| ----------------- | --------------------------------------------------------------------- | ------------ | --------------------------------------------------------------------- | ------------ | ---------------------------------------------------------------------- | ------------ |
| 100 m             | Maja Mihalinec                                                        | 11,59 s      | Iza Obal                                                              | 12,17 s      | Kaja Debevec                                                           | 12,18 s      |
| 200 m             | Maja Mihalinec                                                        | 23,41 s      | Anita Horvat                                                          | 23,66 s      | Maja Pogorevc                                                          | 24,62 s      |
| 400 m             | Anita Horvat                                                          | 53,85 s      | Maja Pogorevc                                                         | 55,22 s      | Lara Bezgovšek                                                         | 57,44 s      |
| 800 m             | Jerneja Smonkar                                                       | 2:09,22 min  | Ingrid Železnik                                                       | 2:14,09 min  | Zala Sekavčnik                                                         | 2:14,97 min  |
| 1500 m            | Ingrid Železnik                                                       | 4:31,34 min  | Veronika Sadek                                                        | 4:36,31 min  | Karin Gošek                                                            | 4:37,10 min  |
| 3000 m            | Maruša Mišmaš                                                         | 8:46,44 min  | Klara Lukan                                                           | 9:05,95 min  | Laura Guzelj Blatnik                                                   | 9:48,49 min  |
| 5000 m            | Neja Kršinar                                                          | 17:06,30 min | Laura Guzelj Blatnik                                                  | 17:36,67 min | Klara Ljubi                                                            | 18:08,51 min |
| 100 m Hürden      | Nika Glojnarič                                                        | 13,51 s      | Joni Tomičić Prezelj                                                  | 13,83 s      | Maja Bedrač                                                            | 14,03 s      |
| 400 m Hürden      | Agata Zupin                                                           | 57,35 s      | Aneja Simončič                                                        | 57,85 s      | Gala Trajkovič                                                         | 61,29 s      |
| 4 × 100 m Staffel | AD Mass Ljubljana Vika Rutar Kaja Debevec Zala Istenič Maja Mihalinec | 46,44 s      | AD Kronos Ljubljana Lara Jagodnik Nika Ude Tara Keber Iza Obal        | 48,35 s      | AK Slovenj Gradec Zala Hovnik Ivana Simonović Lara Verhovnik Vita Vovk | 50,17 s      |
| 4 × 400 m Staffel | AK Velenje Hana Marovt Jerneja Smonkar Alja Trupej Anita Horvat       | 3:50,54 min  | AD Mass Ljubljana Ajda Lenardič Kim Šimenc Brina Mljač Aneja Simončič | 3:53,85 min  | AD Kladivar Celje Ana Šegota Barbara Kok Karin Gošek Lara Bezgovšek    | 3:55,15 min  |
| Hochsprung        | Lia Apostolovski                                                      | 1,86 m       | Monika Podlogar                                                       | 1,77 m       | Nina Likar                                                             | 1,65 m       |
| Stabhochsprung    | Tina Šutej                                                            | 4,50 m       | Ajda Osolnik                                                          | 3,60 m       | Nastja Modic                                                           | 3,50 m       |
| Weitsprung        | Maja Bedrač                                                           | 6,23 m       | Eva Pepelnak                                                          | 6,05 m       | Urša Matotek                                                           | 5,75 m w     |
| Dreisprung        | Neja Filipič                                                          | 13,88 m      | Eva Pepelnak                                                          | 13,65 m      | Neja Omanović                                                          | 12,27 m      |
| Kugelstoßen       | Veronika Domjan                                                       | 14,69 m      | Tjasa Križan                                                          | 13,47 m      | Tjaša Zajc                                                             | 12,48 m      |
| Diskuswurf        | Veronika Domjan                                                       | 52,53 m      | Liza Lap                                                              | 45,51 m      | Hana Urankar                                                           | 42,86 m      |
| Hammerwurf        | Barbara Špiler                                                        | 66,18 m      | Claudia Štravs                                                        | 60,84 m      | Lina Čater                                                             | 55,16 m      |
| Speerwurf         | Tina Vaupot                                                           | 41,29 m      | Leja Glojnarić                                                        | 37,05 m      | Nina Podgrajšek                                                        | 36,72 m      |